# Prutz

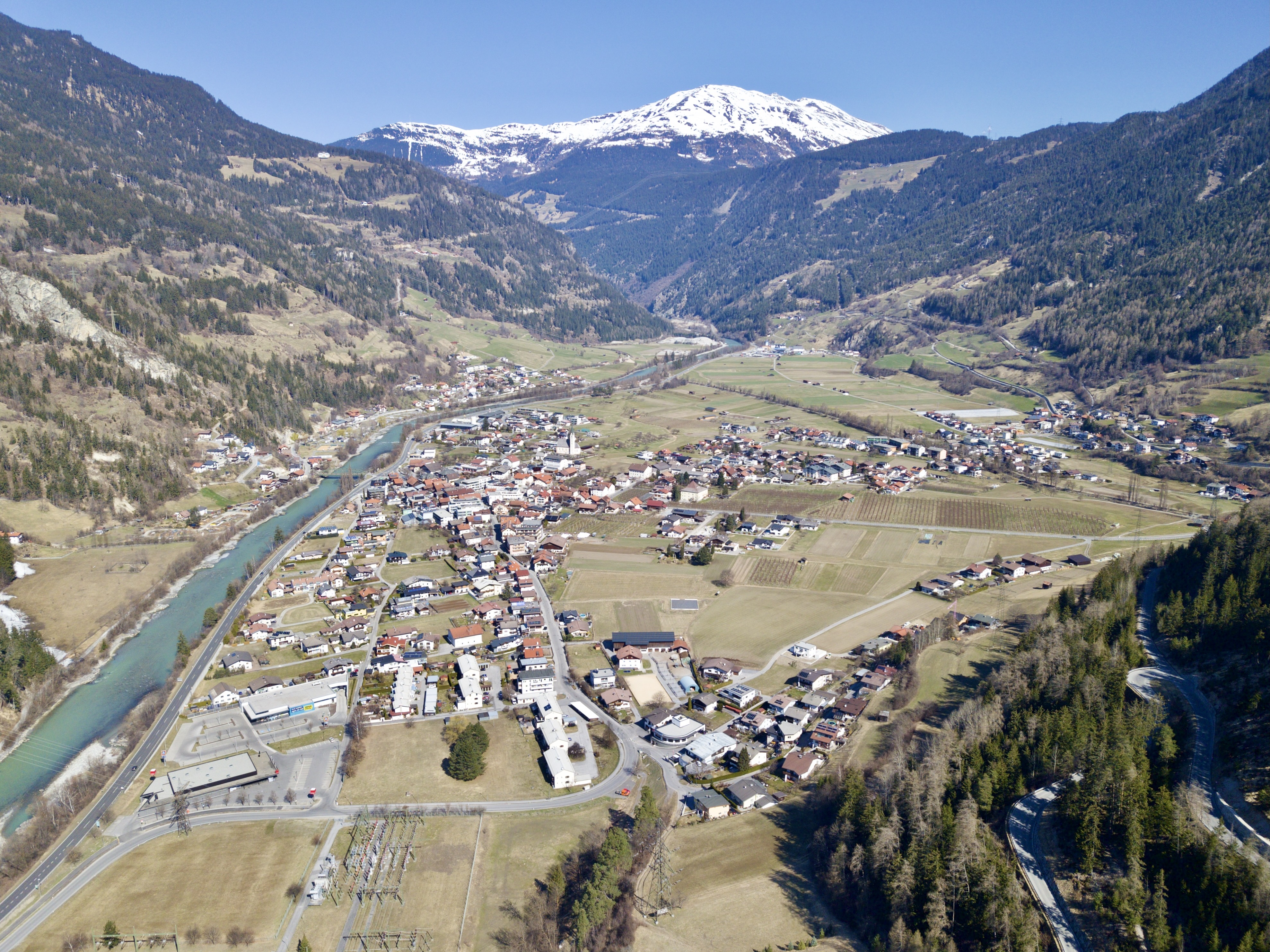
Prutz Richtung Norden in Richtung Venet

Prutz ist eine österreichische Gemeinde mit 1879 Einwohnern (Stand 1. Jänner 2024) im Bezirk Landeck im Bundesland Tirol.

## Geografie
Prutz liegt am Ausgang des Kaunertals im Oberen Gericht, dem obersten Teil des Tiroler Inntals. Der Dorfkern liegt auf einem Schwemmkegel des Faggenbachs.
Das Gemeindegebiet hat eine Fläche von 9,74 Quadratkilometer. Davon sind zwei Drittel bewaldet, 19 Prozent werden landwirtschaftlich genutzt.

### Nachbargemeinden
|                    | Fließ                                       | Faggen |
| Ladis              | Kompassrose, die auf Nachbargemeinden zeigt |        |
| Ried im Oberinntal | Fendels                                     | Kauns  |

### Klima
|                        | Jan  | Feb  | Mär  | Apr  | Mai  | Jun  | Jul  | Aug  | Sep  | Okt  | Nov  | Dez  |   |      |
| Mittl. Temperatur (°C) | −2,7 | −1,2 | 3,2  | 7,2  | 11,9 | 14,9 | 16,8 | 16,0 | 12,3 | 7,9  | 2,1  | −1,7 | ⌀ | 7,3  |
| Mittl. Tagesmax. (°C)  | 2,4  | 5,0  | 10,2 | 14,4 | 19,4 | 22,4 | 24,7 | 23,7 | 19,9 | 15,2 | 7,5  | 2,9  | ⌀ | 14   |
| Mittl. Tagesmin. (°C)  | −6,3 | −5,4 | −1,3 | 2,2  | 6,4  | 9,4  | 11,2 | 10,9 | 7,6  | 3,7  | −1,3 | −4,9 | ⌀ | 2,7  |
|                        |      |      |      |      |      |      |      |      |      |      |      |      |   |      |
| Niederschlag (mm)      | 34   | 31   | 35   | 27   | 56   | 84   | 103  | 108  | 61   | 41   | 39   | 35   | Σ | 654  |
|                        |      |      |      |      |      |      |      |      |      |      |      |      |   |      |
| Luftfeuchtigkeit (%)   | 63,2 | 54,2 | 45,9 | 44,2 | 45,9 | 46,4 | 48,0 | 51,1 | 51,3 | 53,3 | 60,7 | 67,4 | ⌀ | 52,6 |

| −6,3 |

| −5,4 |

| −1,3 |

| 2,2 |

| 6,4 |

| 9,4 |

| 11,2 |

| 10,9 |

| 7,6 |

| 3,7 |

| −1,3 |

| −4,9 |

| −6,3 |

| −5,4 |

| −1,3 |

| 2,2 |

| 6,4 |

| 9,4 |

| 11,2 |

| 10,9 |

| 7,6 |

| 3,7 |

| −1,3 |

| −4,9 |

## Geschichte
Prutz, an der ehemaligen Via Claudia Augusta gelegen, war seit der Karolingerzeit Raststätte und später Poststation. Die Gegebenheiten waren günstig für eine Siedlungsentwicklung. Urkundlich wurde der Ort erstmals in den Jahren 1027–1034 als „locus qui dicitur Bruttes“ anlässlich eines Zehentstreits zwischen den Bischofskirchen von Brixen und von Regensburg erwähnt.
Der Name bedeutet „Talebene“ und hat sich mehrfach geändert: Aus Brutts, Bruts, Bruttsch entstand Pruz und schließlich Prutz.
Die spätgotische Pfarrkirche wurde im 17. Jahrhundert barockisiert. 1903 zerstörte ein Großbrand den Großteil des Dorfes, das typische Westtiroler Siedlungsbild mit eng nebeneinanderstehenden Häuserfluchten ist im Zentrum noch erhalten. Prutz war ursprünglich Teil des Gerichtsbezirks Ried in Tirol und wurde nach der Auflösung des Gerichtsbezirks Ried 1978 Teil des Gerichtsbezirks Landeck.

### Bevölkerungsentwicklung

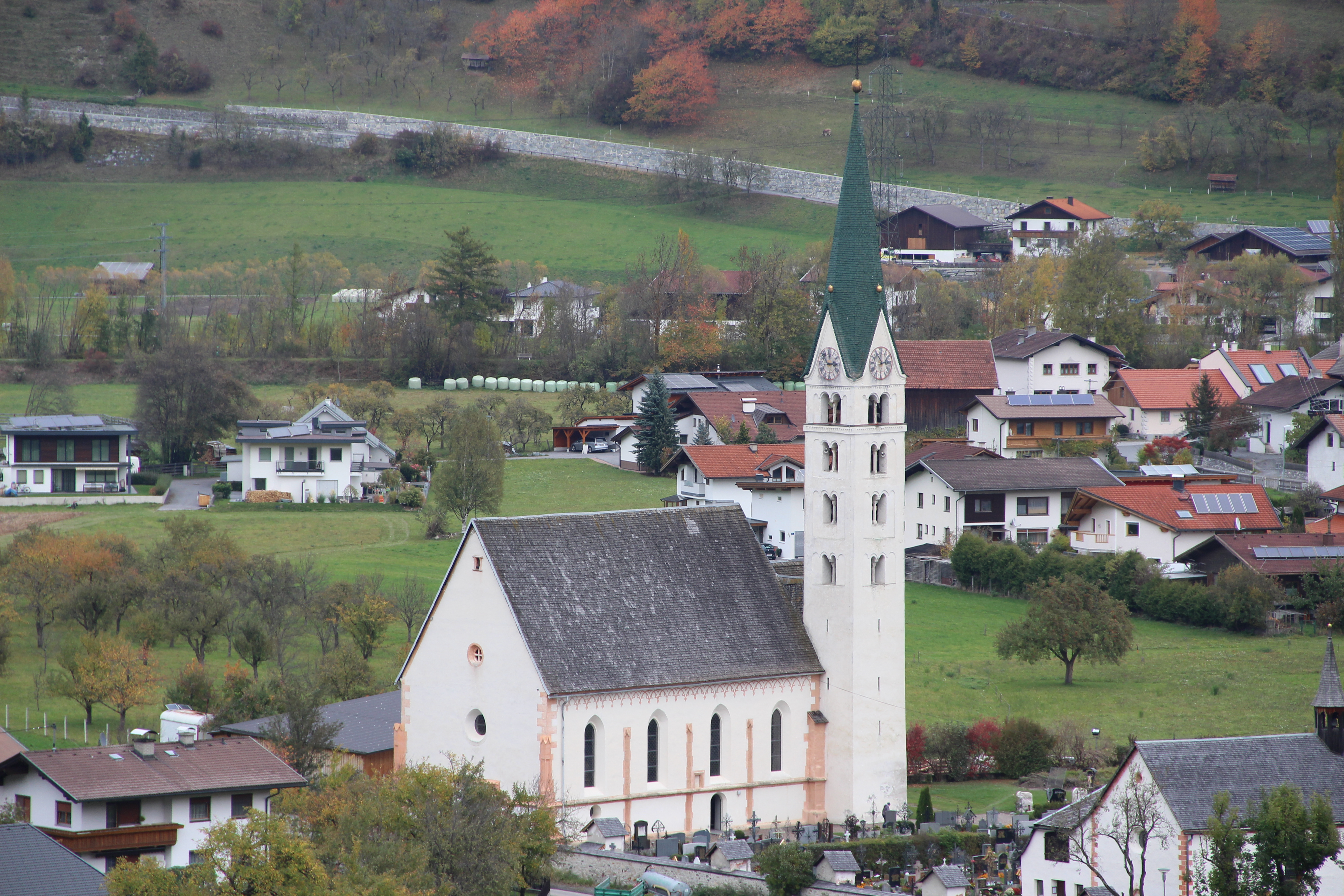
Pfarrkirche Maria Himmelfahrt

## Kultur und Sehenswürdigkeiten

### Bauwerke
- Pfarrkirche Mariä Himmelfahrt mit angebauter Antoniuskapelle mit Friedhof mit zwei Kapellen und anschließendem Widum
- Kaltenbrunnerkapelle am südlichen Ortsausgang
- Lourdeskapelle und Kalvarienberg in Entbruck
- Tullenkapelle südwestlich an der alten Inntalstraße
- Ehemalige Einsiedelei Wiesele auf einem bewaldeten Berghang
- Bemerkenswerte, im Kern spätgotische Häuser, Turm im Felde, Turm in der Breite
- Pontlatzer Brücke als Eisenparabelbrücke aus 1899
- Prutzer Mauer direkt im Dorfzentrum aus dem Jahr 1760
- Pavillon der Musikkapelle Prutz
- Renovierter Winkelstadl im Dorfzentrum

### Vereine
Aktive Vereine im Dorfleben sind unter anderem die Musikkapelle Prutz, der Prutzer Schützenverein, der Prutzer Sportverein, der Tennisclub Prutz, der Hasenzuchtverein Prutz, die Schnapsbrennervereinigung, der Imkerverein Prutz, die Sängerrunde Prutz, der Automobilclub und die Jungbauernschaft Landjugend Prutz.

## Wirtschaft und Infrastruktur

### Kraftwerk
In Prutz steht seit 1964 das Kaunertalkraftwerk mit Pumpspeicherfunktion der TIWAG mit einer Nennleistung von knapp 400 MW. (47° 4′ 3,6″ N, 10° 39′ 54,4″ O)
Es erhält Wasser vom Gepatschspeicher über eine 13,2 km lange Druckleitung. Eine Verdopplung wurde 2010 zur Umweltverträglichkeitsprüfung eingereicht.

### Freizeit
Im Eigentum der Gemeinde befindet sich neben dem größten Freibad des Bezirkes auch der Campingplatz Aktiv-Camping Prutz unmittelbar neben der Sauerbrunnquelle im Ortsteil Entbruck. Das Dorfzentrum mit der Zufahrt ins Kaunertal wurde 2018 als verkehrsberuhigte Zone ausgeführt.
Aufgrund der verkehrstechnisch günstigen Lage gibt es im Ort drei Lebensmittelmärkte zur Versorgung der näheren Umgebung.

### Verkehr
- Straße: Die wichtigste Verkehrsverbindung ist die Reschenstraße B180. Von 10. September 2021 bis August 2024 wurde an einer 360 m langen Unterführung und einem kurzen Tunnel gebaut.[5][6]
- Rad: Prutz liegt am Fernradweg, der als Via Claudia Augusta entlang einer gleichnamigen antiken Römerstraße verläuft.

## Politik

### Gemeinderat
Der Gemeinderat besteht aus 13 Mandataren.
| Partei                                             | 2022  | 2022    | 2016  | 2016    | 2010  | 2010    | 2004  | 2004    |
| Partei                                             | %     | Mandate | %     | Mandate | %     | Mandate | %     | Mandate |
| -------------------------------------------------- | ----- | ------- | ----- | ------- | ----- | ------- | ----- | ------- |
| Prutzer Einheitsliste – Heinz Kofler1)             | 66,74 | 9       | 57,92 | 8       | 77,95 | 10      | 54,92 | 8       |
| Miteinander für Prutz 2)                           | 33,26 | 4       | 31,77 | 4       | –     | –       | –     | –       |
| Lebenswertes Prutz – Team Dominikus Gottlieb Heiss | –     | –       | 10.31 | 1       | –     | –       | –     | –       |
| Unabhängige Prutzer Liste                          | –     | –       | –     | –       | 22,05 | 3       | 18,27 | 2       |
| Für Prutz                                          | –     | –       | –     | –       | –     | –       | 26,81 | 3       |

1) Die Liste kandidierte 2004 und 2010 mit dem Namen „Prutzer Einheitsliste – Bürgermeister Walter Gaim“.
2) Die Liste kandidierte 2016 mit dem Namen „Miteinander für Prutz – Klaus Aniballi“.

### Bürgermeister
- 1998–2016 Walter Gaim[11][12]
- seit 2016 Heinz Kofler[13]

### Wappen
Der Gemeinde wurde 1977 folgendes Wappen verliehen: Ein durchgehendes schwarzes Andreaskreuz mit den Schildfarben rot, zu beiden Seiten des Kreuzes silber und unten blau.
Das Wappen erinnert sowohl an die Fahne des Laudegger Gerichtes, die 1496 verliehen wurde, als auch an den Prutzer Schützenrock.

## Persönlichkeiten
- Joseph Schwarzmann (1806–1890), berühmter Ornamentmaler in München, Ehrenbürger von Speyer
- Johann Piger (1848–1932), Bildhauer in Salzburg

## Trivia
Die österreichische Kabarettgruppe Heilbutt und Rosen hat Prutz ein Lied gewidmet.